# 新達達主義
新达达主义是一场发生于20世纪中期的艺术运动，手法和意图上与早期的达达主义运动有相似之处，代表人物是罗伯特·劳森伯格、贾斯培尔·琼斯和芭芭拉·罗丝。它对激浪派、波普艺术和新现实主义产生过影响。
罗伯特·马瑟韦尔的《达达画家和诗人》（The Dada Painters and Poets，1951）及其他达达主义者在1950年代开始出版回忆达达主义运动的文献，这可能是新达达主义出现的原因。但实际上一些达达主义者并不认同此运动，认为新达达实际上没有什么“新”的地方，而且它迎合了布尔乔亚和商业化社会的审美，这正是达达主义所反对的。